# Enrique Segarra
Enrique Segarra Tomás (Valencia, 10 giugno 1908 – Veracruz, 21 luglio 1988) è stato un architetto spagnolo.

## Biografia
Figlio di Joaquín Segarra March e di Margarita Tomás Luque, inizia i suoi studi di architettura presso l'Università di Barcellona. 
Nel 1929 si trasferisce a Madrid dove nel 1934 ottiene la laurea in architettura. Inserito negli ambienti intellettuali della Madrid degli trenta frequenta Federico García Lorca, Pablo Neruda, León Felipe e altri intellettuali dell'epoca.
Nel 1935 prende parte al Concurso Nacional de Arquitectura insieme a tre colleghi e vince il primo premio. L'anno successivo entra a far parte del Partito Comunista spagnolo. Scoppiata la Guerra civile spagnola,
Nel 1936, si arruola volontario nell'esercito repubblicano, combattendo nell'Esercito dell'Este.
Nel 1938, insieme al suo corpo di esercito, è costretto a rifugiarsi in Francia, dove verrà rinchiuso nel campo di concentramento di San Cyprien. 
Nel 1940 raggiunge il Messico, dove svolgerà la sua vita professionale come architetto.
Nel 1947 ottiene la cittadinanza messicana, rimase in Messico sino all'anno della sua morte.
Nel 1988. A Veracruz realizza numerosi edifici civili e pubblici: uffici, scuole, edifici per appartamenti.